# Cecily Bonville, VII baronessa Harington

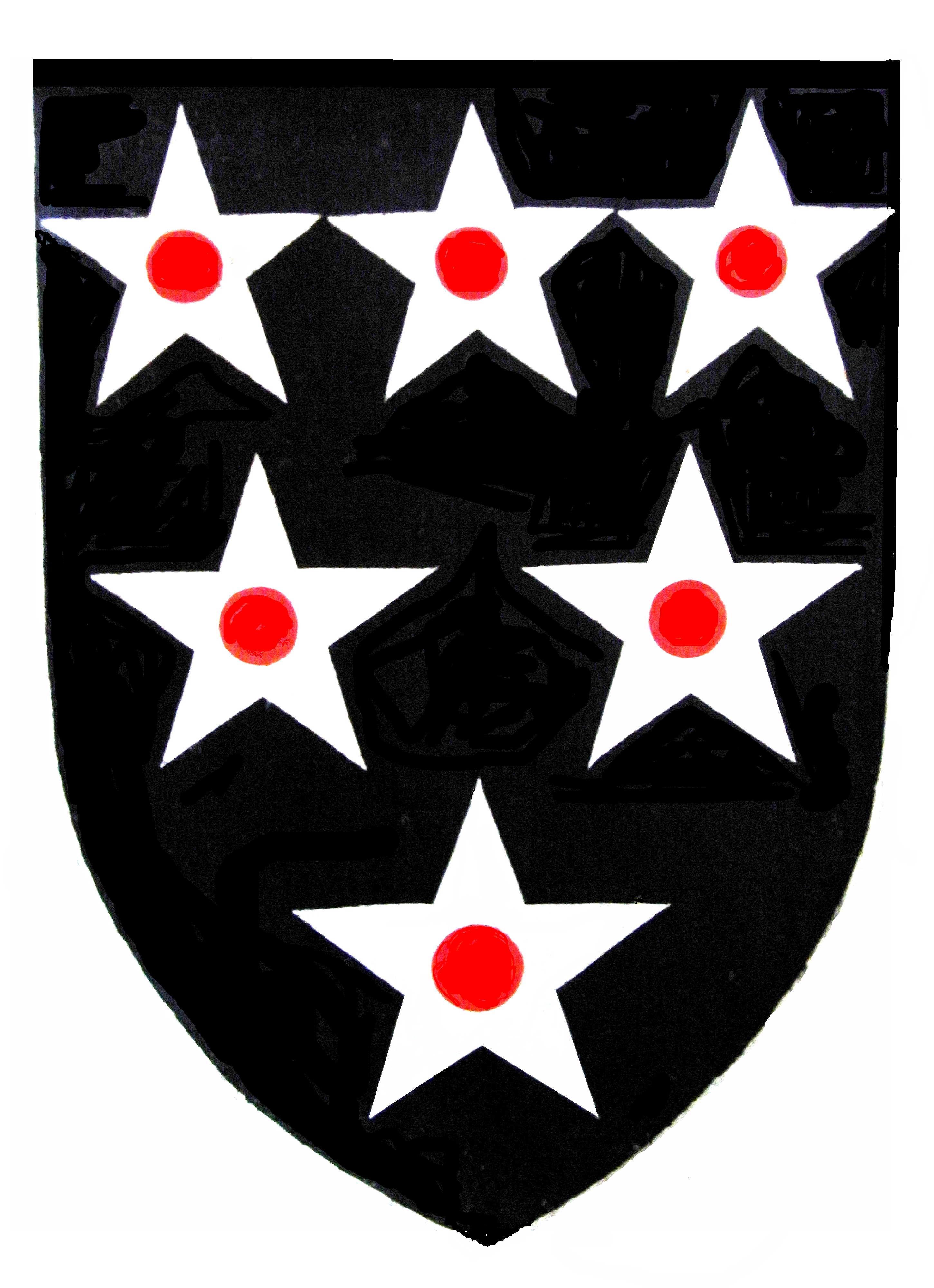
Stemma della famiglia Bonville

Cecily Bonville (Shute, 30 giugno 1460 – Shacklewell, 12 maggio 1529) è stata una nobile ereditiera inglese, settima baronessa Harington.

## Biografia
Era l'unica figlia di William Bonville, VI barone Harington di Aldingham e di Lady Katherine Neville. Nacque nel maniero di Shute, vicino Axminster, nel Devon. Suo zio materno era il comandante militare Richard Neville, XVI conte di Warwick, passato alla storia col nome di "Warwick the Kingmaker".
La sua famiglia aveva acquisito la baronia di Harington attraverso il matrimonio del suo bisnonno paterno, William Bonville, con Elizabeth, figlia ed erede di William Harington, V barone Harington di Aldingham.
Quando Cecily aveva sei anni, suo padre Lord Harington e suo nonno William Bonville vennero giustiziati in seguito alla disastrosa battaglia di Wakefield il 30 dicembre 1460. I Bonvilles, avendo combattuto dalla parte degli York, non trovarono la misericordia delle truppe della regina Margherita di Anjou, consorte di Enrico VI d'Inghilterra e capo della fazione lancasteriana.
Il nonno materno di Cecily, Richard Neville, V conte di Salisbury fini anch'egli giustiziato in seguito alla battaglia vinta dai lancasteriani guidati da Henry Beaufort, III duca di Somerset; mentre la fazione York era stata guidata da Riccardo Plantageneto, III duca di York che era caduto in battaglia.
Le morti di suo padre e suo nonno resero Cecily erede del bisnonno William Bonville, I barone Bonville. Meno di due mesi dopo, la fazione York subì un'altra sconfitta nella saconda battaglia di St Albans il 17 febbraio 1461 e Margherita, volendosi vendicare, ordinò personalmente l'esecuzione del barone Bonville. Questa ennesima condanna a morte, lasciò Cecily diventare la più ricca ereditiera nel regno. Tra le proprietà della fanciulla figuravano terre nel Lancashire, Lincolnshire, Yorkshire e Cumberland. Inoltre ebbe i titoli di settima baronessa Harington di Aldingham e seconda baronessa Bonville.

## Il patrigno
Rimasta vedova, sua madre si risposò con William Hastings, I barone Hastings, uno degli uomini più potenti d'Inghilterra e consigliere personale di Edoardo IV d'Inghilterra.
Oltre alla propria dote, Katherine portò al nuovo marito anche la tutela della figlia.
Cecily, in seguito al matrimonio della madre, si ritrovò ad avere quattro fratellastri: Edward Hastings, II barone Hastings (26 novembre 1466 – 8 novembre 1506), che sposò Mary Hungerford, Baronessa Botreaux; Richard Hastings (1468-?); William Hastings, che sposò Jane Sheffield; Anne Hastings che sposò George Talbot, IV conte di Shrewsbury.

## Primo matrimonio
Cecily venne considerata nel 1468 come possibile moglie di William, figlio maggiore ed erede di William Herbert, I conte di Pembroke che contattò suo zio il conte di Warwick per proporre il matrimonio. Warwick tuttavia cambiò subito idea considerando il livello sociale di William inferiore a quello della nipote. Sei anni più tardi, venne scelto un altro sposo per Cecily, tuttavia Warwick non ebbe alcuna voce in capitolo nella scelta dello sposo.
Cecily sposò Thomas Grey, I marchese di Dorset il 18 luglio 1474, circa due settimane e mezzo dopo il suo quattordicesimo compleanno. Thomas era figlio del primo matrimonio della regina Elisabetta Woodville con Sir John Grey di Groby, un cavaliere lancasteriano rimasto ucciso nella seconda battaglia di St. Albans. Per Thomas si trattava del secondo matrimonio, dopo esser rimasto vedovo di Anne Holland, unica figlia di Henry Holland, III duca di Exeter e Anna di York e sposata nell'ottobre 1466. Anne era morta senza lasciare eredi in una data imprecisa tra il 26 agosto 1467 ed il 6 giugno 1474.
Il matrimonio di Cecily venne proposto e organizzato da Elizabeth Woodville, la quale, con l'assistenza di Edoardo IV, persuase il patrigno di Cecily e il legale tutore il Barone Hastings ad acconsentire all'unione.
In quello stesso anno la regina aveva acquistato il guardaroba di Cecily da Hastings per facilitare il matrimonio.
L'accordo matrimoniale, che venne confermato con un Act of Parliament, prevedeva che se Thomas fosse morto prima della consumazione del matrimonio, Cecily ne avrebbe sposato il fratello minore Sir Richard Grey. Questo accordo venne sancito con Atto del parlamento.
Il matrimonio era costato ad Elizabeth Woodville la somma di £2,500. La regina però mantenne la gestione del patrimonio della fanciulla fino al suo sedicesimo anno d'età.
Al tempo del matrimonio, Thomas Grey mantenne il titolo di conte di Huntingdon; egli rinunciò al titolo l'anno dopo nel 1475 quando venne creato marchese di Dorset. Non avendo le donne il permesso di sedere in parlamento, Thomas occupò il posto che sarebbe spettato alla moglie nella Camera Barone Harington e barone Bonville.
La coppia in tutto quattordici figli di cui undici raggiunsero l'età adulta:
- Thomas Grey, II marchese di Dorset (22 giugno 1477 – 22 giugno 1530), sposò Margaret Wotton da cui ebbe discendenza;
- Leonard Grey, I visconte Grane (c.1478 – 28 luglio 1541) Lord deputato d'Irlanda, sposò Eleanor Sutton;
- Lady Dorothy Grey (1480–1552), sposò dapprima Robert Willoughby, II barone Willoughby de Broke e poi William Blount, IV barone Mountjoy;
- Lady Mary Grey (1491 – 22 febbraio 1538), sposò Walter Devereux, I visconte Hereford;
- Lady Elizabeth Grey (c.1497 – dopo il 1548), dama d'onore di Maria Tudor e Claudia di Francia. Sposò Gerald FitzGerald, IX conte di Kildare;
- Lady Cecily Grey (?-1554), sposò John Sutton, III barone Dudley;
- Lord Edward Grey, sposò Anne Jerningham;
- Lady Eleanor Grey, sposò John Arundell;
- Lady Margaret Grey, sposò Richard Wake;
- Lord Anthony Grey, morto giovane;
- Lady Bridget Grey, morto giovane;
- Lord George Grey, prese i voti;
- Lord Richard Grey, sposò Florence Pudney;
- Lord John Grey, morto giovane.

Thomas condivise con il patrigno Edoardo IV la stessa amante, Jane Shore. Quando il re morì nell'aprile 1483, Jane divenne amante del patrigno di Cecily, il barone Hastings. Jane fu di valido aiuto nel far cambiare le alleanze politiche a Hastings, che abbandonò Richard, duca di Gloucester e Lord Protector del reame dopo la morte di Edoardo. Ella lo persuase ad unirsi alla famiglia Woodville nella cospirazione volta a rimuovere il Lord Protector. Tuttavia quando a Riccardo venne comunicato del tradimento di Hastings, ne ordinò l'immediata esecuzione il 13 giugno 1483 presso la Torre. Nonostante l'infedeltà, la madre di Cecily venne messa sotto la protezione di Riccardo.
Anche lo zio materno di Thomas, Antonio Woodville e suo fratello Richard Grey vennero giustiziati per ordine di Riccardo, fattosi dichiarare re tre giorni prima, il 25 giugno 1483. Le pretese di Riccardo furono sancite da un Act of Parliament conosciuto come Titulus Regius che dichiarò il fratellastro di Thomas Edoardo V d'Inghilterra e i fratelli figli illegittimi di Edoardo IV.
Sebbene i coniugi Grey avessero partecipato all'incoronazione di Riccardo, Thomas si unì alla rivolta di Henry Stafford, II duca di Buckingham contro il re. Quando la rivolta fallì, egli lasciò Cecily in Inghilterra e scappò in Bretagna per raggiungere Henry Tudor.
Tudor divenne re in seguito alla battaglia di Bosworth il 22 agosto 1485 ed i Grey parteciparono alla sua incoronazione; il mese seguente Enrico VII ridiede a Thomas i diritti che gli erano stati tolti da Riccardo III nel 1484 per aver preso parte alla rivolta di Buckingham.
I Dorset parteciparono inoltre nel 1486 al matrimonio tra il re ed Elisabetta di York, sorellastra di Thomas, e all'incoronazione a Westminster della regina nel novembre del 1487. A Cecily era stata conferito l'onore l'anno precedente di portare lo strascico del principino Arturo Tudor in occasione del suo battesimo presso la cattedrale di Winchester.

## La navata Dorset

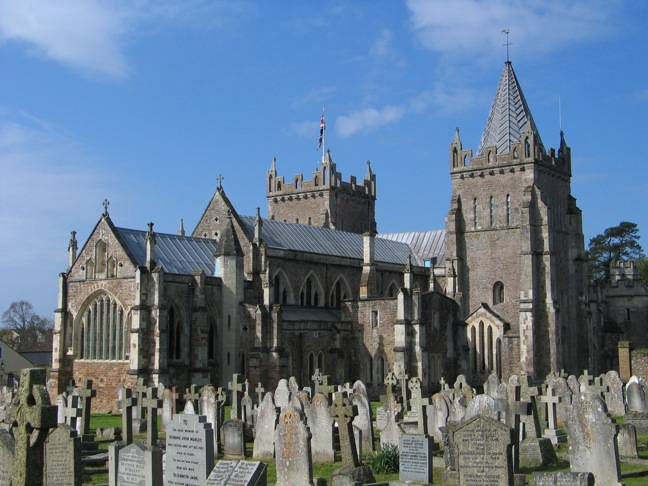
La chiesa di Ottery St Mary

Intorno al 1490 Cecily disegnò personalmente una navata laterale nella chiesa di Ottery St Mary nel Devon utilizzando la volta a ventaglio. La navata è ancora conosciuta col nome di "Dorset Aisle". Cecily, presente all'inaugurazione della cappella di San Giorgio al castello di Windsor nel 1476, venne ispirata da questo particolare ornamento gotico e volle riproporlo assieme al suo stemma.

## Secondo matrimonio
Nel settembre 1501 Cecily rimase vedova ed il titolo di suo marito passò a loro figlio maggiore. Cecily mantenne tuttavia il governo di una grande porzione delle terre e proprietà che furono di Grey. Ella fu anche chiamata dalla madre a fungere da esecutrice testamentaria delle sue volontà, scritte prima della sua morte nel 1504.
Il 22 novembre 1503 si sposò una seconda volta con Henry Stafford, I conte di Wiltshire; questo matrimonio non produsse eredi. Dato che il matrimonio avvenne senza permesso del re e dispensa papale, Stafford dovette pagare ad Enrico VII la somma di £2,000 per beneficiare della licenza. La sposa aveva 43 anni ed era più anziana di 19 rispetto allo sposo.
Il nuovo marchese di Dorset, Thomas, disapprovò la nuova unione della madre e temeva che ella potesse usare la sua eredità per assegnarla al marito. Le sue paure avevano qualche fondamento in quanto Cecily donò a vita a Stafford proprietà valutabili £1,000 all'anno ed inoltre giurò di lasciargli il resto del suo capitale se Thomas le fosse premorto. Ciò provocò una disputa tra madre e figlio in cui dovette intervenire Enrico VII in persona ed il suo Consiglio.
L'accordo permetteva a Cecily di amministrare le proprietà del secondo marito fino all'estinzione dei suoi debiti ma le impediva di reclamare la sua dote fino a quando non avesse trasferito al figlio tutta l'eredità che a lui spettasse.
La decisione arbitraria di Enrico limitò seriamente il controllo di Cecily sulla sua eredità; inoltre le venne richiesto di lasciare per testamento al figlio tutto ciò che era appartenuto al primo marchese.
Le liti tra madre e figli continuarono anche sotto il regno di Enrico VIII d'Inghilterra e fu chiamato ad intervenire stavolta il cardinale Thomas Wolsey che ordinò ad entrambi di contribuire alla dote delle quattro fanciulle Grey Dorothy, Mary, Elizabeth e Cecily. Cecily fu anche costretta a creare rendite annuali per i suoi tre figli più giovani.
Il 6 marzo 1528 redasse le sue volontà testamentarie.
Cecily morì a Shacklewell nel Hackney durante un'epidemia della malattia del sudore il 12 maggio 1529. Suo marito era morto sei anni prima lasciandola con ingenti debiti da dover estinguere.